# Panda-Zwergbuntbarsch

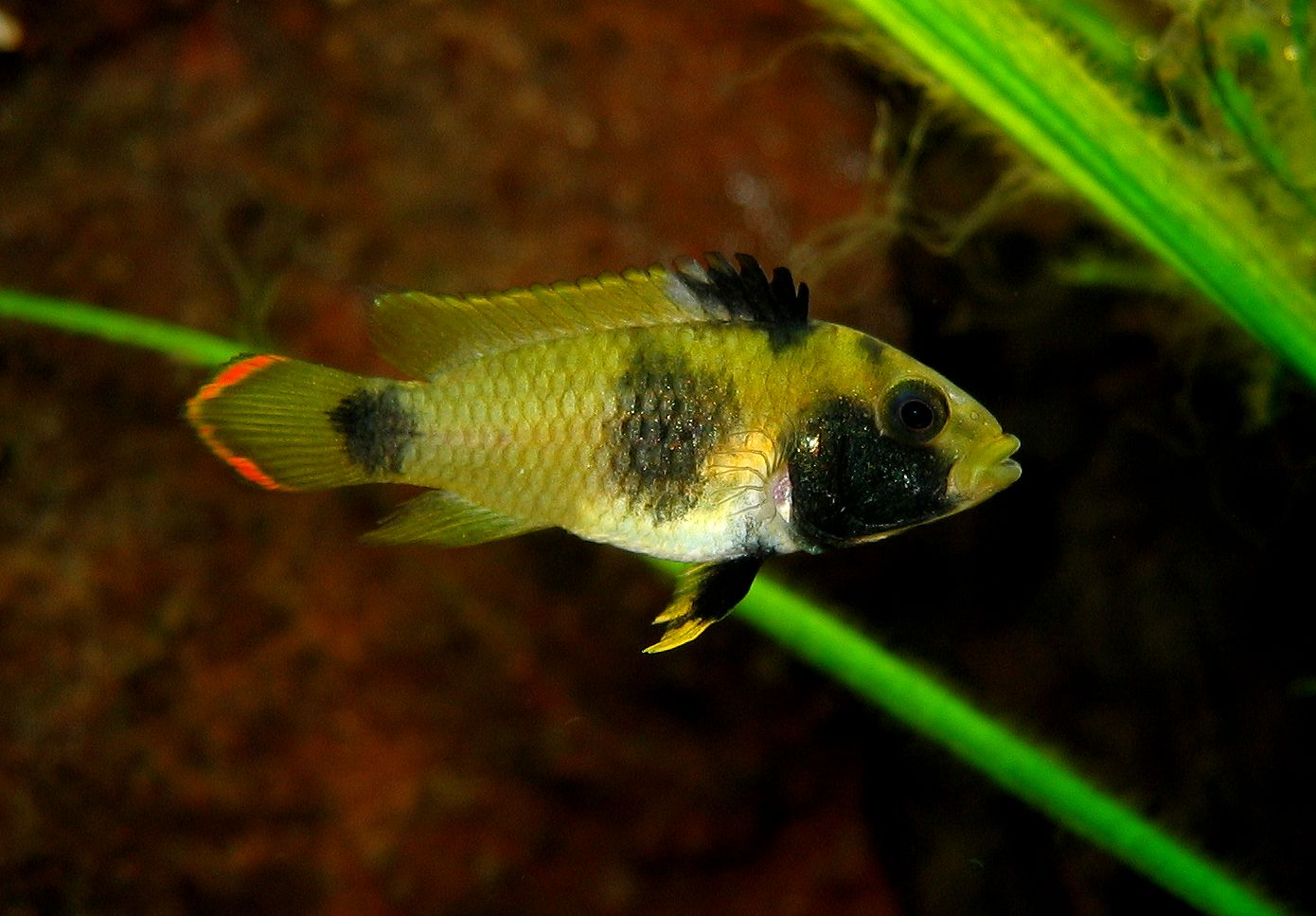
Weibchen des Panda-Zwergbuntbarschs

Der Panda-Zwergbuntbarsch (Apistogramma nijsseni) ist eine Art aus der Familie der Buntbarsche. Aquarianer zählen diese Art, bei der beide Geschlechter eine voneinander unterschiedliche und sehr auffällige Körperfärbung aufweisen, zu den schönsten südamerikanischen Zwergbuntbarschen.

## Erscheinungsbild
Die Männchen des Panda-Zwergbuntbarsches werden bis zu 8 Zentimeter lang. Sie weisen eine gelbe Brust- und Bauchregion auf. Die runde Schwanzflosse hat einen halbrunden, feurroten Saum, während die Bauchflossen leuchtend gelb gefärbt sind. An der Körperoberseite weist der männliche Panda-Zwergbuntbarsch eine lichtblaue bis enzianblaue Färbung auf.
Von diesem Erscheinungsbild unterschieden sich die Weibchen sehr deutlich. Sie erreichen nur eine Körperlänge von etwa 5 Zentimeter. Ihre Körperfärbung ist ein leuchtendes gelb. Darauf befinden sich große schwarze Flecken.

## Verbreitungsgebiet und Lebensraum
Wie für andere Apistogramma-Arten typisch, ist auch das Verbreitungsgebiet des Panda-Zwergbuntbarsches sehr klein. Bis jetzt hat man ihn nur an einer Grenzstation zwischen Peru und Brasilien an einer Straße in der Nähe des Río Ucayali gefunden.
Am bisher einzigen Fundort leben die Fische in einem bis zu achtzig Zentimeter tiefen Wasserlauf. Eine Schicht ins Wasser gefallener Blätter bedeckte den Gewässerboden. Unterwasserpflanzen dagegen fehlten. Das Wasser war sehr weich und sauer und wies eine Temperatur von 27,5 °C auf.

## Fortpflanzung
Panda-Zwergbuntbarsche sind Versteckbrüter, die ihren Laich bevorzugt an der Decke einer Höhle ablegen. Das Weibchen übernimmt die Brutpflege. Das Männchen verteidigt das Revier.
Die Jungfische sind recht schnellwüchsig. Im Aquarium sollte die Aufzuchttemperatur (<25 °C) nicht zu hoch sein, sonst ist der Männchenanteil unter den Jungtieren hoch.

## Aquaristik
Die Fische wurden Ende der 1970er Jahre das erste Mal nach Europa importiert und sofort erfolgreich nachgezüchtet. Allerdings waren diese Stämme bereits in den frühen 1980er Jahren wieder ausgestorben. Ein zweiter Import erfolgte in den 1990er Jahren und die Fische wurden erneut erfolgreich nachgezüchtet und sind im Handel erhältlich.

## Hinweise
1. ↑  Südamerikanische Zwergbuntbarsche (Memento des Originals vom 23. Juli 2009 im Internet Archive)  Info: Der Archivlink wurde automatisch eingesetzt und noch nicht geprüft. Bitte prüfe Original- und Archivlink gemäß Anleitung und entferne dann diesen Hinweis..